# Moses Cheruiyot Mosop

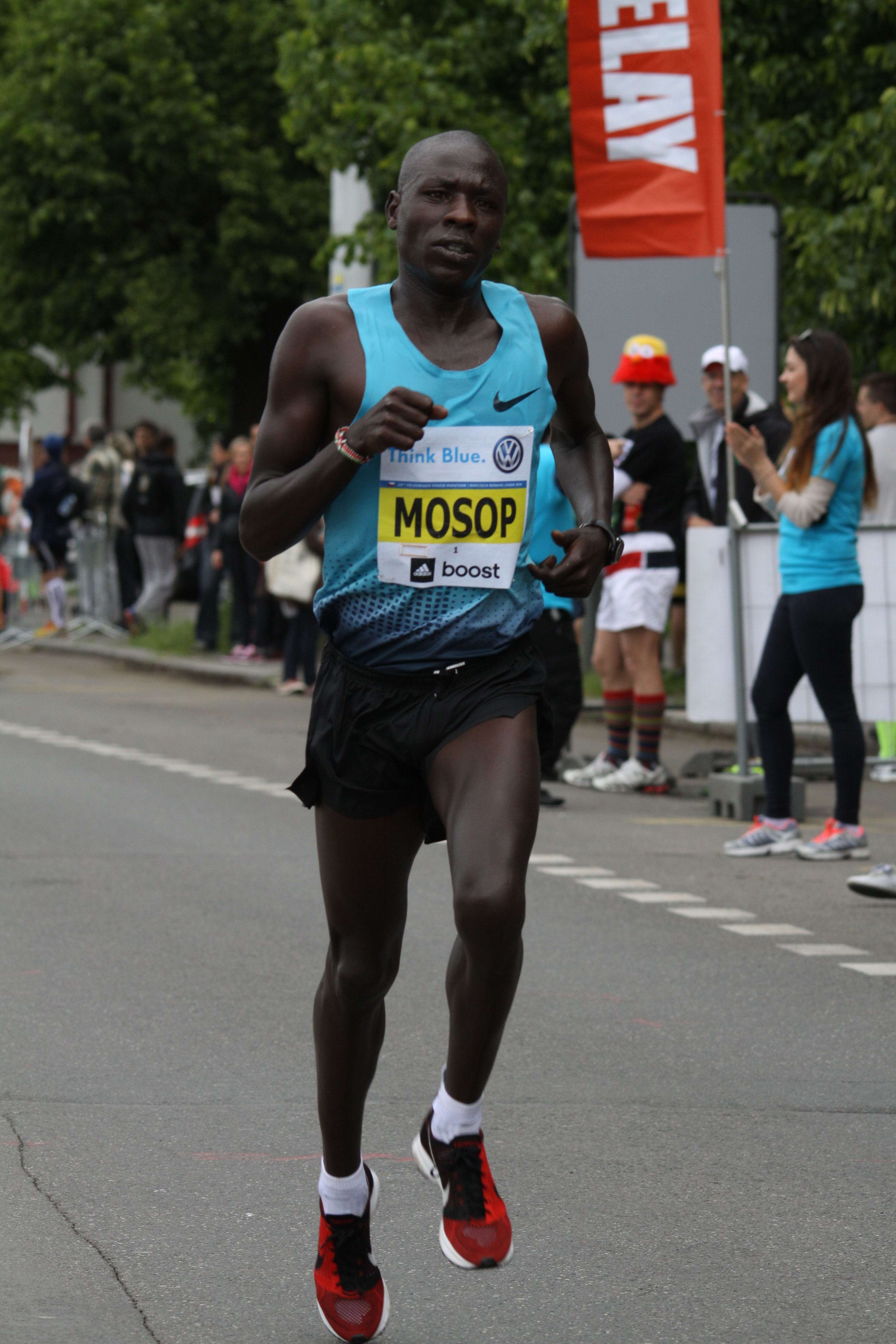
Moses Mosop 2014 beim Prag-Marathon

Moses Cheruiyot Mosop (* 17. Juli 1985 in Kamasia bei Kapsowar, Distrikt Marakwet) ist ein kenianischer Langstreckenläufer.

## Leben
Seine ersten internationalen Erfolge hatte er bei den Juniorenrennen der Crosslauf-Weltmeisterschaften, in denen er 2002 in Dublin Zehnter und 2003 in Avenches Siebter wurde.
2004 qualifizierte er sich für die Olympischen Spiele in Athen, bei denen er Siebter im 10.000-Meter-Lauf wurde, und wurde Zweiter beim Zevenheuvelenloop über 15 km.
Bei den Leichtathletik-Weltmeisterschaften 2005 in Helsinki gewann er Bronze über 10.000 m, 2006 wurde er nationaler Meister über dieselbe Distanz, und bei den Crosslauf-WM 2007 in Mombasa errang er Silber.
2007 und 2008 gewann er den Giro al Sas. 2009 wurde er Elfter bei den Crosslauf-WM in Amman und siegte beim Giro Media Blenio. 2010 triumphierte er bei der Stramilano, wurde Zehnter bei den Halbmarathon-Weltmeisterschaften in Nanning und Sechster beim Zevenheuvelenloop.
2011 startete er nach einem zweiten Platz beim Paris-Halbmarathon erstmals bei einem Rennen über die 42,195-km-Distanz. Beim Boston-Marathon lieferte er sich ein Duell mit Geoffrey Kiprono Mutai. Unterstützt von starkem Rückenwind blieben beide mit 2:03:02 h (Mutai) und 2:03:06 h (Mosop) um fast drei Minuten unter dem alten Streckenrekord und erzielten die schnellsten je gelaufenen Zeiten; da jedoch die Bostoner Strecke wegen ihres übergroßen Gefälles nicht bestenlistenfähig ist, wurden sie nicht als Weltrekord anerkannt.
Anfang Juni gelang es ihm jedoch bei den Prefontaine Classic, sich in die Weltrekordlisten einzutragen. Über die selten ausgetragene Bahndistanz von 30.000 m brach er den 30 Jahre alten Bestmarke von Toshihiko Seko. Auch mit der 25.000-Meter-Zwischenzeit blieb er deutlich unter Sekos Rekordzeit. Im Herbst folgte ein Sieg beim Chicago-Marathon.
2012 wurde er Sechster beim Paris-Halbmarathon. Beim Rotterdam-Marathon war er zwar mit 2:05:03 h mehr als eine halbe Minute schneller als in Chicago, wurde aber von den Äthiopiern Yemane Tsegay und Getu Feleke geschlagen. Dennoch wurde er vom kenianischen Verband neben London-Marathon-Sieger Wilson Kipsang und dem Weltmeister Abel Kirui für die Olympischen Spiele 2012 nominiert.
Moses Cheruiyot Mosop ist mit Florence Jebet Kiplagat, der Crosslauf-Weltmeisterin von 2009, verheiratet.

## Persönliche Bestleistungen
- 3000 Meter: 7:36,88 min, 11. Juli 2006, Lausanne
- 5000 Meter: 12:54,46 min, 8. Juli 2006, Paris
- 10.000 m: 26:49,55 min, 26. Mai 2007, Hengelo
- 15-km-Straßenlauf: 42:25 min, 21. November 2004, Nijmegen
- Halbmarathon: 59:20 min, 21. März 2010, Mailand
- 25.000 m: 1:12:25,4 h, 3. Juni 2011, Eugene (Weltrekord; Zwischenzeit)
- 30.000 m: 1:26:47,4 h, 3. Juni 2011, Eugene (Weltrekord)
- Marathon: 2:05:03 h, 15. April 2012, Rotterdam